# Монстры на каникулах (франшиза)
«Монстры на каникулах» (англ. Hotel Transylvania; оригинальное название — «Отель Трансильвания») — американская анимационная медиафраншиза, созданная комедийным писателем Тоддом Даремом. Франшиза состоит из четырёх полнометражных фильмов, трёх короткометражных фильмов и комиксов производства «Sony Pictures Animation», а также телевизионного мультсериала, транслируемого на канале Disney, и нескольких видеоигр.
Первый мультфильм «Монстры на каникулах», был выпущен в сентябре 2012 года, и сиквел «Монстры на каникулах 2», был выпущен в сентябре 2015 года и третий фильм, «Монстры на каникулах 3: Море зовёт», был выпущен в июле 2018 года. Фильмы получили смешанные отзывы критиков и собрали в мировом прокате более 1,3 миллиарда долларов при совокупном производственном бюджете в 245 миллионов долларов. Четвёртая и финальная часть под названием «Монстры на каникулах 4: Трансформания» была выпущена на стриминговом сервисе Amazon Prime Video 14 января 2022 года.
Серия фильмов сосредоточена на приключениях монстров, которые проживают в отеле «Трансильвания», где монстры могут расслабиться и уйти от людей из-за страха преследования. Многие из основных персонажей основаны на классической серии фильмов ужасов студий Universal или являются пародиями на них.

## Происхождение
Комедийный писатель Тодд Дарем придумал концепцию для «Монстров на каникулах» и принес её в «Sony Pictures Animation».

## Серия фильмов
| Фильмы                                                                                  | Режиссёр(ы)                     | Сценарист(ы)                              | Продюсер(ы)                   |
| --------------------------------------------------------------------------------------- | ------------------------------- | ----------------------------------------- | ----------------------------- |
| Монстры на каникулах (2012) (англ. Hotel Transylvania)                                  | Геннди Тартоковски              | Дэн Хейгмен, Кевин Хейгмен, Дэвид И.Штерн | Мишель Мурдокка, Адам Сэндлер |
| Монстры на каникулах 2 (2015) (англ. Hotel Transylvania 2)                              | Геннди Тартоковски              | Роберт Шмигель, Адам Сэндлер              | Роберт Шмигель                |
| Монстры на каникулах 3: Море зовёт (2018) (англ. Hotel Transylvania 3: Summer Vacation) | Геннди Тартоковски              | Майкл Маккаллерс                          | Мишель Мурдокка               |
| Монстры на каникулах 4: Трансформания (2021) (англ. Hotel Transylvania: Transformania)  | Дерек Драймон, Дженнифер Клуска | Геннди Тартаковски                        | Элис Дьюи Голдстоун           |

### Монстры на каникулах(2012)
«Монстры на каникулах» был выпущен 28 сентября 2012 года и рассказывает о человеке по имени Джонатан (Энди Самберг), который невольно натыкается на отель и мгновенно влюбляется в дочь-подростка (по вампирским меркам) Дракулы, Мэвис (Селена Гомес), и в конечном счете, несмотря на Дракулу (Адам Сэндлер), который пытается удержать Джонатана подальше от своей дочери, добивается её взаимности.

### Монстры на каникулах 2(2015)
«Монстры на каникулах 2» был выпущен 25 сентября 2015 года и рассказывает о Мэвис и Джонни, у которых есть сын-получеловек/полувампир по имени Деннис. Мэвис считает, что «отель Трансильвания» — неподходящее место для воспитания Денниса, и хочет вырастить его в Калифорнии. Когда Дракула разочарован тем, что у Денниса нет никаких вампирских способностей, он помогает своим друзьям сделать своего внука вампиром. Все усложняется, когда отец Дракулы Влад прибывает в отель (Мел Брукс).

### Монстры на каникулах 3: Море зовёт(2018)
В ноябре 2015 года Sony Pictures Animation объявила, что «Монстры на каникулах 3» выйдет 21 сентября 2018 года. Позже это было решено в начале 2017 года, когда новая дата релиза была перенесена на 13 июля 2018 года. Несмотря на то, что он ранее покинул сериал, чтобы развивать другие проекты, Геннди Тартаковский вернулся в качестве режиссера для этой части. Третий фильм рассказывает о том, как Дракула невольно влюбился в Эрику (Кэтрин Хан), правнучку охотника на монстров Абрахама Ван Хельсинга (Джим Гаффиган), находясь на круизном лайнере со своей семьей. Это первый фильм в серии, который не был выпущен в сентябре, а также первый фильм, в котором отель не был показан в качестве основной обстановки.

### Монстры на каникулах 4: Трансформания(2021)
26 февраля 2019 года Sony Pictures Animation объявила, что четвёртый фильм выйдет в прокат 22 декабря 2021 года. 4 октября 2019 года Тартаковский подтвердил, что не будет режиссером фильма. 24 апреля 2020 года дата релиза была перенесена на 6 августа 2021 года. Вместо Геннди режиссерами фильма стали Дженнифер Клуска и Дерек Драймон, а Селена Гомес не только вернулась к озвучиванию своего персонажа, но также была задействована в качестве исполнительного продюсера вместе с Тартаковским и продюсером первых трех фильмов Мишель Мердоккой. В апреле 2021 года было раскрыто официальное название фильма, «Монстры на каникулах 4: Трансформания», и дата выхода фильма была снова перенесена на 23 июля 2021 года, а затем перенесена на 1 октября 2021 года. В том же месяце Sony подтвердила, что Адам Сэндлер не будет повторять свою роль в качестве голоса Дракулы, а роль была передана Брайану Халлу. Также было объявлено, что Брэд Абрелл заменил Кевина Джеймса в качестве голоса Франкенштейна. 16 августа 2021 года из-за пандемии коронавируса театральный релиз фильма был отменён, а права на дистрибуцию проданы потоковому сервису Amazon Prime Video, где премьера состоялась 14 июля 2021 года.

## Мультсериал
Премьера мультсериала «Отель Трансильвания» по мотивам мультфильма состоялась 25 июня 2017 года. Разработанный и произведённый компанией Nelvana Enterprises в партнерстве со студией «Sony Pictures Animation» серий фокусируется на подростковых годах Мэвис и её друзей в отеле «Трансильвания». «Sony Pictures TV» занимается показом в Соединенных Штатах, в то время как Nelvana распространяет сериал за пределами Соединенных Штатов. Он выходит в эфир на канале Disney по всему миру. А также в будущем будет ещё один мультсериал, где сериал будет посвящён и Мэйвис, и Дракуле которые основали мотель.

## Короткометражные фильмы

### Спокойной ночи Мистер Фут (2012)
Короткометражный анимационный фильм, основанный на «Монстрах на каникулах» с участием Снежного человека из фильма. Премьера короткометражки состоялась как раз к Хэллоуину, 26 октября 2012 года. Кинотеатры Regal Entertainment Group, перед театральными представлениями о Монстрах на каникулах. Как первый традиционно анимационный фильм Sony Pictures Animation, написанный и снятый режиссером Геннди Тартаковский сам, который также оживил короткометражку с помощью Rough Draft Studios. Анимация в стиле Боб Клэмпетт, Текс Эйвери и Чак Джонс, Тартаковский создал короткометражку за четыре недели на финальных стадиях производства основного фильма. Снежный человек (у которого была неговорящая роль в мультфильме) был озвучен Кори Бертон в то время как Ведьму Горничную озвучила Роза Абду. Оба голосовых актера обеспечили дополнительные голоса в «Монстры на каникулах».

### Пёсик! (2017)
CG-анимационный комедийный короткометражный фильм, с участием Денниса (озвученного Ашером Блинкоффом) из мультфильма «Монстры на каникулах 2», с дополнительными голосами Селены Гомес, повторяющей ее роль Мэвис, Энди Сэмберга в роли Джонатана и Адама Сэндлера в роли Дракулы. Фильм написан и снят режиссером Геннди Тартаковски и показан в кинотеатрах вместе с фильмом «Эмоджи фильм», который был выпущен в США 28 июля 2017 года. Действие фильма разворачивается в отеле, где Деннис убеждает Дракулу подарить ему чудовищного размера щенка по имени Тинклс, и отель учится с ним справляться. Короткометражка представляет собой предварительный просмотр третьего фильма, который был выпущен 13 июля 2018 года.

### Монстрические питомцы (2021)
«Монстрические питомцы» — это короткометражный фильм «Монстров на каникулах», в котором Дракула пытается найти домашнего питомца для своего шустрого щенка Тинклса. Короткометражка была показана исключительно в сети Cinemark Theatres в выходные после 1 апреля 2021 года, перед показом избранных фильмов с рейтингом PG, и была опубликована в интернете 9 апреля 2021 года. Режиссёрами короткометражки выступили Дженнифер Клуска и Дерек Драймон, автор сценария Клуска, а продюсер Кристиан Родель. Короткометражка стала первым случаем, когда Адам Сэндлер не вернулся к озвучиванию Дракулы и был заменен на ютубера Брайана Халла. Халл позже повторил роль озвучивания в фильме «Монстры на каникулах 4: Трансформания».

## Критика и кассовые сборы

### Кассовые сборы
| Фильм                                 | Дата релиза           | Кассовые сборы | Кассовые сборы   | Кассовые сборы | Бюджет       | Прим.  |
| Фильм                                 | Дата релиза           | США            | В остальном мире | Во всём мире   | Бюджет       | Прим.  |
| ------------------------------------- | --------------------- | -------------- | ---------------- | -------------- | ------------ | ------ |
| Монстры на каникулах                  | 28 сентября 2012 года | $148,313,048   | $210,062,555     | $358,375,603   | $85 000 000  | [ 29 ] |
| Монстры на каникулах 2                | 25 сентября 2015 года | $169,700,110   | $305,099,890     | $474,800,000   | $80 000 000  | [ 30 ] |
| Монстры на каникулах 3: Море зовёт    | 13 июля 2018 года     | $167,510,016   | $359,553,924     | $527,063,940   | $80 000 000  | [ 31 ] |
| Монстры на каникулах 4: Трансформания | 14 июля 2021 года     |                |                  |                |              |        |
| Всего                                 | Всего                 | $485,523,174   | $874,716,369     | $1,360,239,543 | $245 000 000 | [ 32 ] |

### Критический и общественный отклик
| Фильм                                 | Rotten Tomatoes    | Metacritic      | CinemaScore |
| ------------------------------------- | ------------------ | --------------- | ----------- |
| Монстры на каникулах                  | 44 % (144 reviews) | 47 (32 reviews) | A-          |
| Монстры на каникулах 2                | 56 % (108 reviews) | 44 (24 reviews) | A-          |
| Монстры на каникулах 3: Море зовёт    | 62 % (115 reviews) | 54 (23 reviews) | A-          |
| Монстры на каникулах 4: Трансформания | 57 % (46 отзывов)  | 43 (12 reviews) |             |

## Мультфильмы хронологическом порядке
1. «Отель Трансильвания» (2017 — 2020)
2. «Спокойной ночи мистер Фут» (2012)
3. «Монстры на каникулах» (2012)
4. «Монстры на каникулах 2» (2015)
5. «Пёсик!» (2017)
6. «Монстры на каникулах 3: Море зовёт» (2018)
7. «Монстрические питомцы» (2021)
8. «Монстры на каникулах 4: Трансформания» (2021)

## Видеоигры
Социальная игра по мотивам фильма под названием Hotel Transylvania Social Game разработанная компанией Sony Pictures Interactive, была выпущена 15 августа 2012 года. Игра позволяет игрокам создать свой собственный отель Трансильвания, где они должны заботиться о постояльцах отеля.
Еще одна видеоигра под названием Hotel Transylvania, разработанный компанией WayForward и опубликованная GameMill Entertainment, была выпущена 18 сентября 2012 года для Nintendo DS и Nintendo 3DS в розницу. Игра также была выпущена в США. Nintendo eShop в Северной Америке 15 ноября 2012 года.
Мобильная игра под названием Hotel Transylvania Dash, разработанный компанией Sony Pictures Consumer Products Inc. и PlayFirst, была выпущена для iTunes App Store 20 сентября 2012 года.
Мобильное приложение для сборника рассказов под названием Hotel Transylvania BooClips Deluxe, разработанная компанией Castle Builders и Sony Pictures Animation, была выпущена на iTunes App Store, Nook Store, Google Play для Android, iBookstore, Microsoft Metro, и для PC и Mac через www.BooClips.com, как на английском, так и на испанском языках, 20 сентября 2012 года.
Третья видеоигра по мотивам третьего мультфильма, Hotel Transylvania 3: Monsters Overboard, опубликованный компанией Outright Games, была выпущена 13 июля 2018 года.
Видеоигра, основанная на франшизе под названием Hotel Transylvania: Scary-Tale Adventures, разработанная Drakhar Studio и будет выпущена компанией Outright Games, была выпущена для Microsoft Windows, PlayStation 4, PlayStation 5, Nintendo Switch и Xbox One в октябре 2021 года.

## Тематические парки аттракционов
В декабре 2016 года мрачный аттракцион, основанный на франшизе, открылся в Motiongate Dubai в Дубае в Объединенных Арабских Эмиратах. В апреле 2021 года ещё один аттракцион по мотивам серии открылся на Острове мечты в Москве. В октябре 2021 года в Columbia Pictures Aquaverse в Саттахипе, Чонбури, Таиланд, открылась новая тематическая площадка, основанная на франшизе фильма.